# Findlay (Illinois)
Pour les articles homonymes, voir Findlay.
Le village de Findlay est situé dans le comté de Shelby, dans l’État de l’Illinois, aux États-Unis. Sa population s’élevait à 683 habitants lors du recensement de 2010, estimée à 649 habitants en 2016.